# Phan Thiết

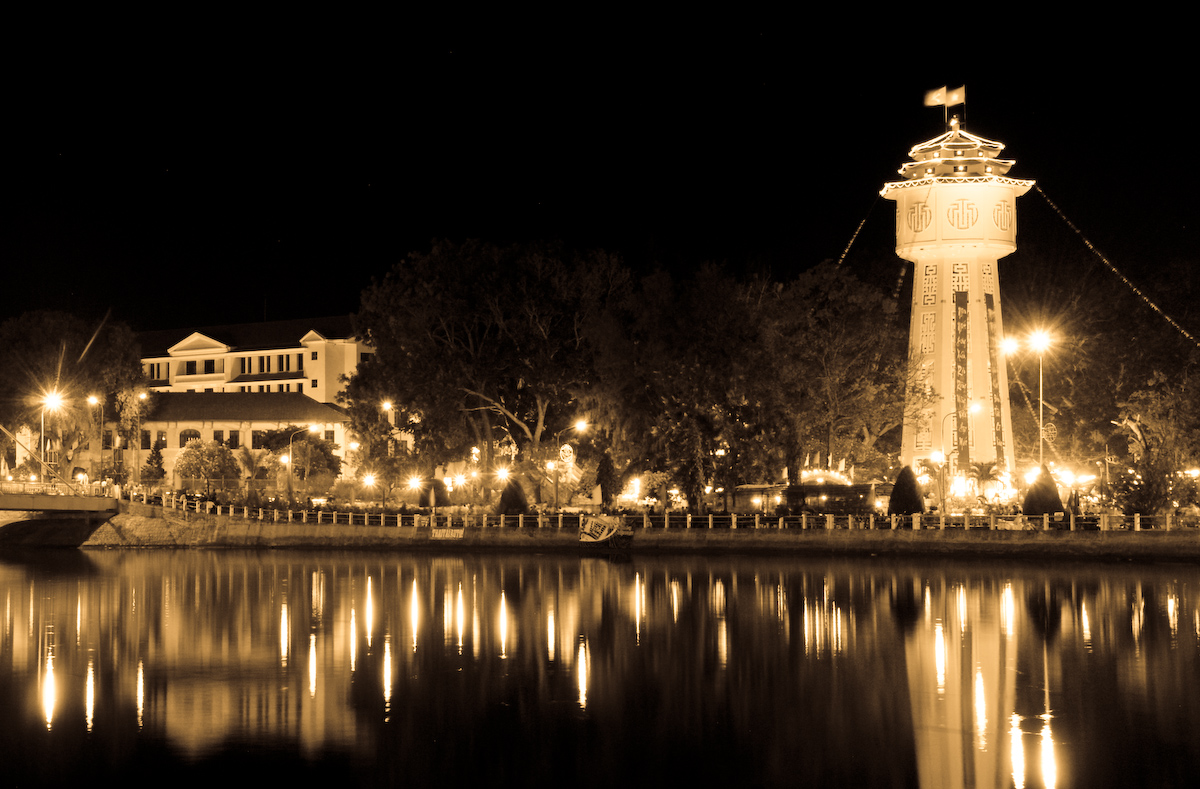
Phan Thiết om natten, med Ca Ty-floden i förgrunden.

Phan Thiết är en stad i södra Vietnam, belägen vid Sydkinesiska sjöns kust, cirka 200 kilometer nordöst om Saigon. Staden breder ut sig längs Phan Thiết-bukten. Folkmängden uppgick till 216 327 invånare vid folkräkningen 2009, varav 189 619 invånare bodde i själva centralorten. Phan Thiet är huvudort i provinsen Binh Thuan. Staden är bas för ett av Vietnams viktigaste fiskedistrikt.